# Řeholní jméno
Řeholní, neboli mnišské jméno je takové, které si nositel vybral při vstupu do řehole (kláštera, monastýru), nebo mu bylo přiděleno. Podobné označení církevní jméno, může označovat křestní jméno jako takové, které nositeli bylo vybráno rodiči, nebo si jej při křtu v dospělosti vybral sám.
Nové jméno si vybírají při vstupu do kláštera všichni mniši ve východním křesťanství, při nástupu do úřadu římští papežové, v katolické církvi si při biřmování věřící také vybírají biřmovací jméno či jména.
Náboženská jména existují i v protestantismu, judaismu, buddhismu, taoismu a dalších církvích.

## Křesťanství

### Katolická církev

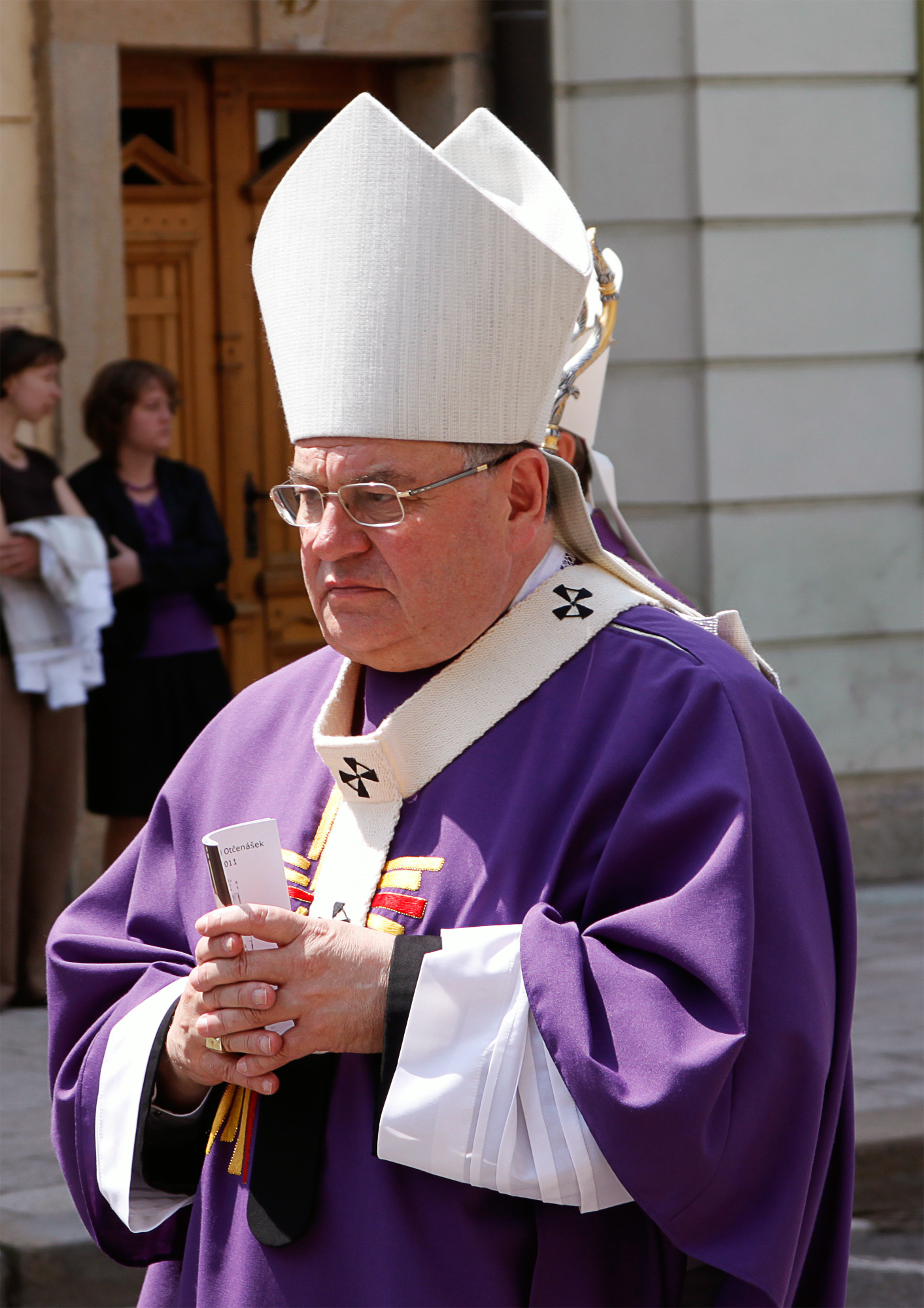
Kardinál Dominik Duka, občanským jménem Jaroslav Václav Duka

V římskokatolické církvi se užívá řeholní jméno v některých řádech (např. u premonstrátů či františkánů, např. dominikán kardinál Dominik Duka, občanským jménem Jaroslav Václav). Ve východních katolických církvích si všichni mniši volí své řeholní (mnišské) jméno. 
Papež si většinou při nástupu do úřadu volí papežské jméno (např. Jan Pavel II., vlastním jménem Karol Wojtyla).

### Pravoslaví

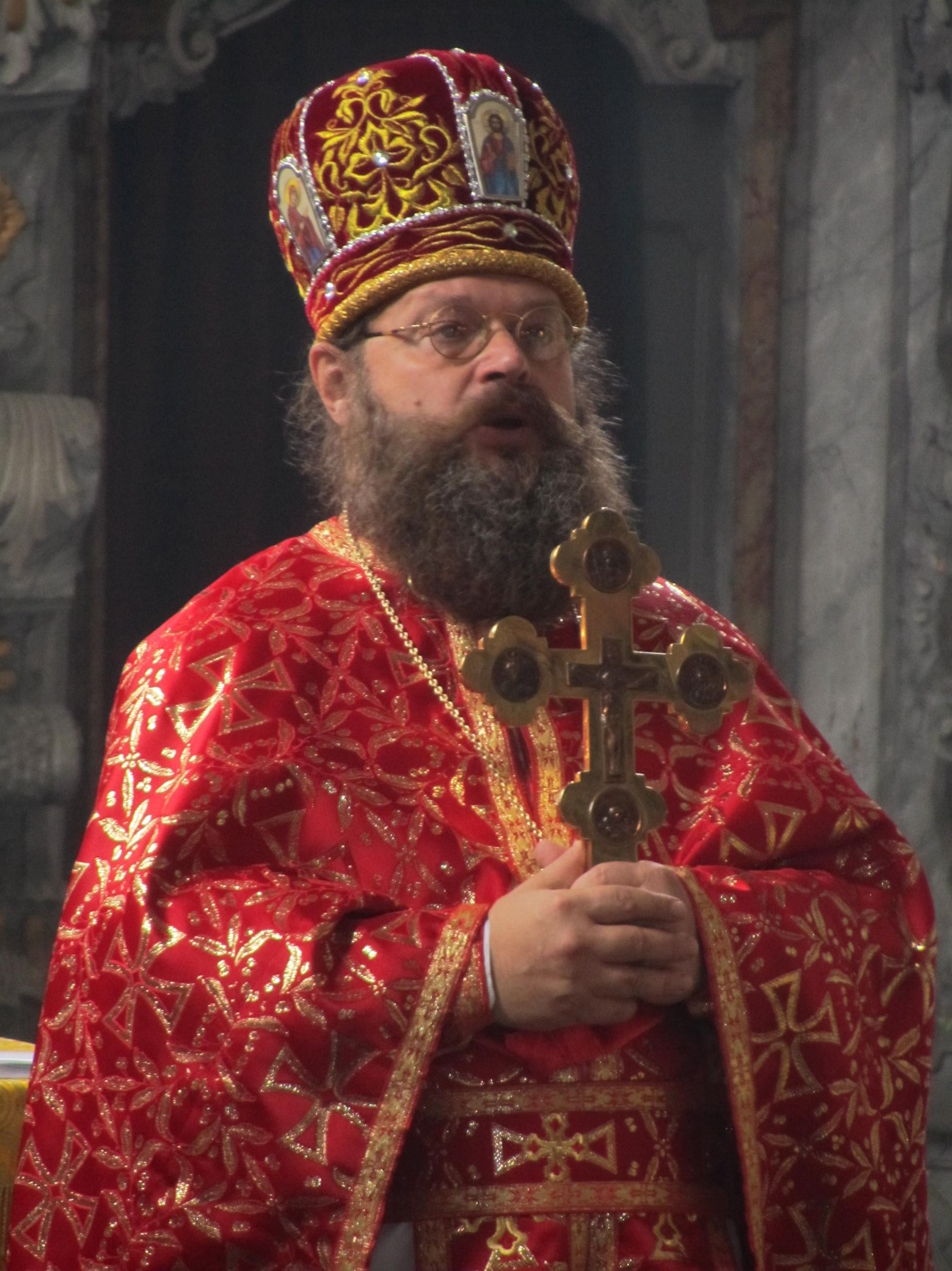
Archimandrita Marek (Krupica), občanským jménem Martin Krupica, pravoslavní mniši následně příjmení uvádějí v závorce za mnišským jménem

Pravoslavní mniši si vždy volí mnišské jméno, které se může shodovat s jejich občanským křestním jménem, ale nemusí (např. Marek (Krupica), vlastním jménem Martin, arcibiskup Michal (Dandár), občanským jménem Michal).

### Protestantismus
V protestantismu se udílí církevní jméno při křtu.